# Zupa nic

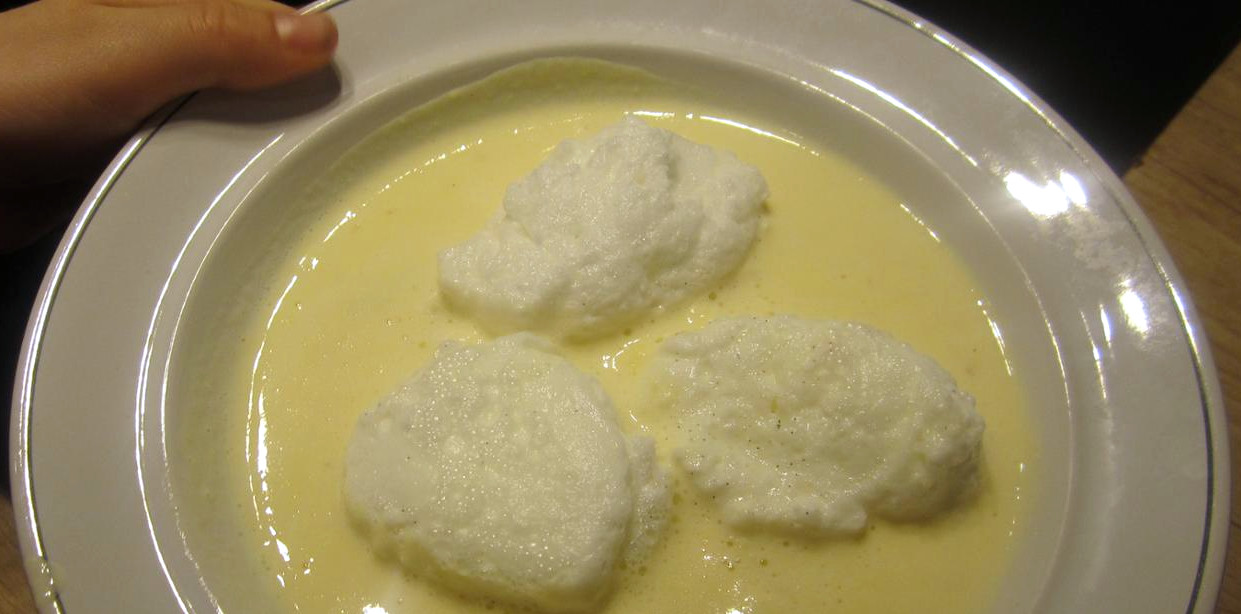
Zupa nic

Zupa nic – w kuchni polskiej to rodzaj słodkiej zupy mlecznej: mleko zagęszczone i spulchnione żółtkami jaj utartymi (lub ubitymi) z cukrem. Jest to deser podobny do kremu angielskiego (fr. crème anglaise) – jednak lżejszy, zawierający znacznie mniej żółtek i mniej słodki (dokładne proporcje zależą od przepisu).

## Przygotowanie
Tradycyjnie zupę przyprawia się wanilią. Współcześnie stosowany bywa niekiedy jej tańszy, lecz mniej aromatyczny zamiennik – cukier wanilinowy. Według niektórych książek kucharskich, zamiast wanilii można użyć cynamonu. 
Zazwyczaj żółtka utarte z cukrem zaparza się gorącym mlekiem. W trakcie tej czynności należy, w zależności od przepisu, masę ubijać trzepaczką, ucierać lub po prostu mieszać. Według książki Kucharz gastronom, do żółtek ubitych na parze z cukrem należy powoli wlewać świeżo zagotowane mleko i, nie przerywając ubijania, podgrzać wszystko do temperatury 74°C. Po 10 minutach, wciąż mieszając zgęstniałą już nieco masę, należy zdjąć ją z ognia i ostudzić do temperatury 70 °C. Inne książki kucharskie instruują by żółtka utarte z cukrem połączyć z surowym lub przestudzonym po gotowaniu mlekiem, i dopiero wtedy, ubijając lub wciąż mieszając, ogrzać całość do zgęstnienia.
Potrawa ta spożywana jest przeważnie na zimno (po schłodzeniu), rzadziej na ciepło. Podaje się ją ze specjalnie przygotowanymi piankami, bezami, biszkoptami lub z grzankami ze słodkiej bułki. Lucyna Ćwierczakiewiczowa w 365 obiadów za 5 złotych napisała, żeby tę leguminę podawać z piankami bezowymi (w wazie lub osobno), zaznaczając na koniec, że do tej zupy „gotuje się osobno ryż z cukrem i cynamonem, ostudza i kładzie w wazę”. Autorzy książki Kucharz gastronom podobnie instruują, by zupę połączyć z ryżem i podawać ją z piankami bezowymi, zaznaczając przy tym by ryż był rozklejony. W popularnej w czasach PRL-u książce Dobra kuchnia (Żywienie w rodzinie) pojawia się propozycja, by obok pianek podać ugotowany na sypko na mleku biały ryż. Podobnie Maciej Halbański w swoim Leksykonie sztuki kulinarnej instruował by zupę „Nic” z kluseczkami (piankami kładzionymi łyżką na mleku) podawać na zimno lub na gorąco z ryżem. Jeszcze inne publikacje podpowiadają, by wrzucić do jeszcze gorącej zupy rodzynki – i tak podawać schłodzoną bez kluseczek lub z nimi.
„Zupa «nic»” została wpisana 22 grudnia 2020 na Listę produktów tradycyjnych Ministerstwa Rolnictwa i Rozwoju Wsi w kategorii „Gotowe dania i potrawy” w województwie zachodniopomorskim. W specyfikacji podano, że zupę podaje się przyozdobioną na wierzchu „obłoczkami” (sic!) z ubitej białkowej piany. W załączonym rysie historycznym znajduje się jednak informacja, że dawniej tę potrawę przygotowywano też z ryżem – gdy stanowiła jedno z podstawowych sycących dań.

## Pianki „nice”
Pianki do zupy nic (pianki „nice”) mogą przybrać kilka postaci, np.:
- bezy: białka jaj ubite z cukrem na sztywną pianę (w zależności od przepisu, w kąpieli wodnej lub nie), wyłożone łyżeczką lub wyciśnięte za pomocą rękawa cukierniczego na natłuszczoną lub wyłożoną papierem blachę i zasuszone w piecu aż będą całkiem sztywne[12][1][13][3].
- pianka bezowa / beziki /kluski (a. kluseczki[14][9]): 
  - białka ubite na sztywno zaparza się syropem przygotowanym z cukru, następnie formując kładzione kluski wykłada się je na gotującą się wodę – po ścięciu zanurzonej powierzchni odwraca się je na druga stronę i dogotowuje[7].
  - białka jaj ubite z cukrem na sztywną pianę, wyłożone łyżeczką lub wyciśnięte na wrzące mleko i gotowane do momentu stężenia[1][5][6][9]. Mleko można wykorzystać do przygotowania zupy „nic”[1][5][6][9].

Zwykle przygotowuje się je z białek jaj, z których wzięto żółtka na zupę. Opcjonalne składniki to wanilia lub cynamon.

## Historia
Za wynalazczynię lub może wybitną promotorkę potrawy uznaje się hrabinę Aleksandrę Potocką.

## Legumina

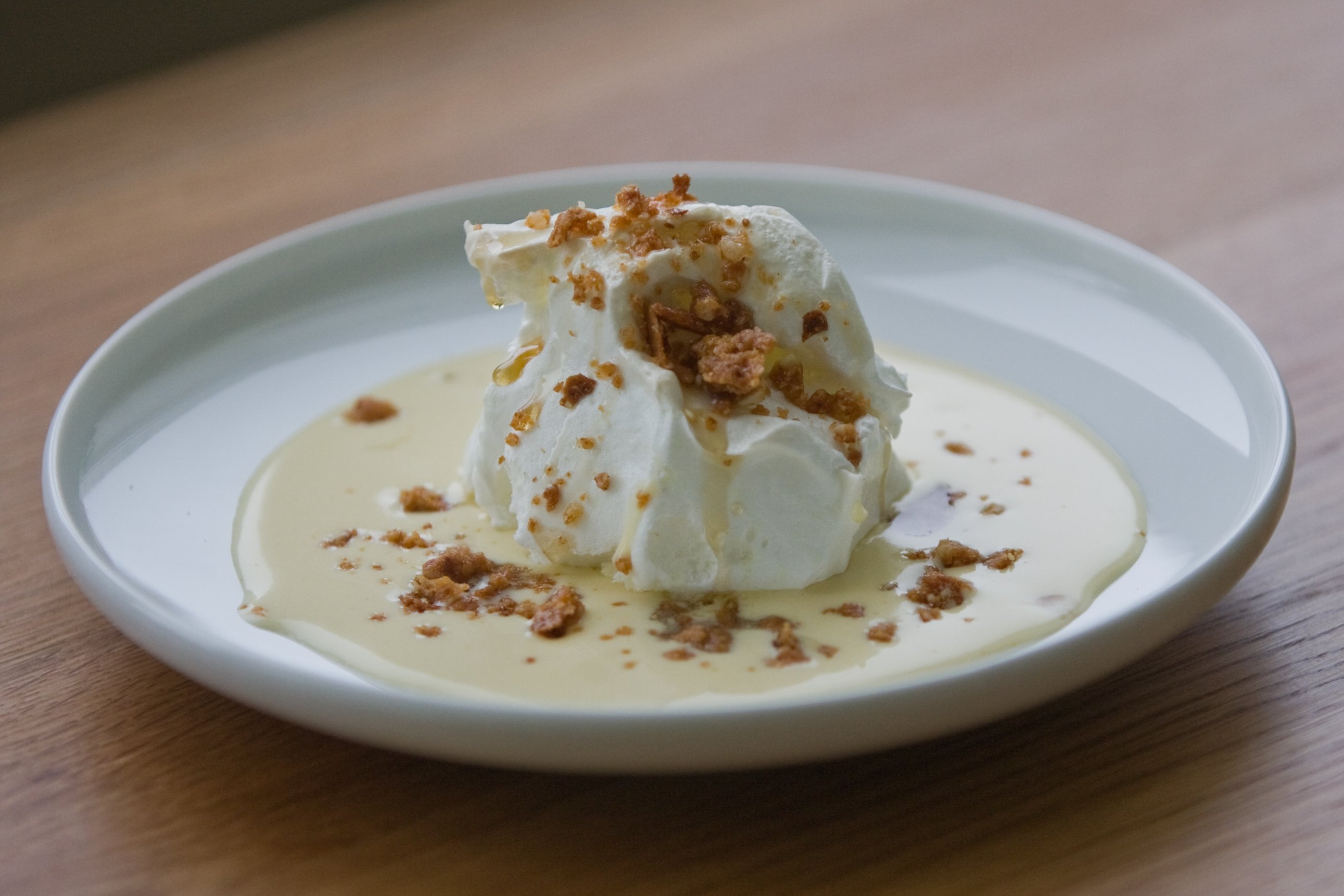
Przykład leguminy tego typu (niezapiekanej), podanej z syropem klonowym i migdałowym krokantem

Wincentyna Zawadzka nazywała tę zupę (podaną z piankami-bezami) „zupą «nic-po-niem»”. Podobną nazwę stosowała dla deseru przygotowanego z tych samych składników: „legumina piankowa nic-po-niem zwana”. Były to ugotowane w mleku duże pianki bez cukru, polane sosem (z nieco większą zawartością żółtek i nieco mniejszą ilością cukru w stosunku do przepisu na zupę), całość posypana cukrem oraz cynamonem i lekko podpieczona w piecu.

## W innych krajach
We Francji deser składający się z gotowanych bez (pianek) zanurzonych w kremie angielskim znany jest pod nazwą îles flottantes („pływające wyspy”), île flottante („pływająca wyspa”) lub œufs à la neige (dosłownie „jajka na śniegu”). Francuska wersja bywa podawana z karmelem, cynamonem lub ciasteczkami nasączonymi alkoholem. Pianki polane nitkami karmelu pływają w kremie angielskim przypominając wyspy – stąd pochodzi nazwa îles flottantes. Pierwotnie brzmiała ona œufs à la neige – od sposobu ubijania białek. Przepis na œufs à la neige po raz pierwszy został zapisany w 1806 r. w pierwszym wydaniu słynnej książki kucharskiej Le Cuisiner impérial autorstwa André Viard – ten przepis różni się od zupy nic jedynie dodatkiem naturalnego aromatu z kwiatów pomarańczy do sosu z żółtek, cukru i mleka. Można przypuszczać, że hrabina Aleksandra Potocka jadła go we Francji (urodziła się 12 lat po wydaniu przepisu w książce we Francji).
W Rumunii i na Węgrzech istnieje taki sam deser: miękkie pianki z białka pływające na kremie z żółtek, mleka, cukru i wanilii. W Rumunii znany jest pod nazwą „lapte de pasăre”  („ptasie mleczko”), na Węgrzech „madártej” (także „ptasie mleczko”).
W Portugalii  deser nazywa się farófias i zwykle jest posypywany cynamonem.
We Włoszech przyjęto francuską nazwę pływająca wyspa lub jajka jak śnieg  (isla flotante,  uova alla neve).
Deser jest też znany w wielu innych krajach jak np.:  Niemcy (Schnee-Eier), Chorwacja (šnenokle), Slowacja (vtáčie mlieko), Filipiny (kanónigo), Litwa (peldošās salas), Austria (Schneenockerl mit Kanarimilch).